# Bahnstrecke Číčenice–Týn nad Vltavou
| Kursbuchstrecke (SŽ): | 192                                                |                                                           |                                                           |
| Streckenlänge: | 21,326 km                                          |                                                           |                                                           |
| Spurweite: | 1435 mm (Normalspur)                               |                                                           |                                                           |
| Streckenklasse: | D4 (Číčenice–Temelín) A1 (Temelín–Týn nad Vltavou) |                                                           |                                                           |
| Streckengeschwindigkeit: | 60 km/h                                            |                                                           |                                                           |
| |                                                    |                                                           |                                                           |
| \| \| \| von Plzeň hl. n. (vorm. KFJB) \| \| \| \| 0,000 \| Číčenice früher Wodňan-Číčenic \| Číčenice früher Wodňan-Číčenic \| \| \| \| nach Haidmühle (vorm. LB Wodňan–Prachatitz) \| \| \| \| \| nach České Budějovice (vorm. KFJB) \| \| \| \| 2,441 \| Újezdec u Číčenic \| Újezdec u Číčenic \| \| \| 4,973 \| Záboří u Číčenic \| Záboří u Číčenic \| \| \| 6,462 \| Chvalešovice früher Chwalšowitz \| Chvalešovice früher Chwalšowitz \| \| \| 9,064 \| Lhota pod Horami früher Lhota u. G. H. \| Lhota pod Horami früher Lhota u. G. H. \| \| \| 12,687 \| Temelín früher Gross Temelin \| Temelín früher Gross Temelin \| \| \| \| vlečka Jaderná elektrárna Temelín (Kernkraftwerk Temelín) \| \| \| \| 17,888 \| Bohunice früher Bohonitz \| Bohunice früher Bohonitz \| \| \| 21,326 \| Týn nad Vltavou früher Moldautein \| Týn nad Vltavou früher Moldautein \| |                                                    |                                                           |                                                           |
| Strecke |                                                    | von Plzeň hl. n. (vorm. KFJB)                             | von Plzeň hl. n. (vorm. KFJB)                             |
| Bahnhof | 0,000                                              | Číčenice früher Wodňan-Číčenic                            | Číčenice früher Wodňan-Číčenic                            |
| Abzweig geradeaus und nach rechts |                                                    | nach Haidmühle (vorm. LB Wodňan–Prachatitz)               | nach Haidmühle (vorm. LB Wodňan–Prachatitz)               |
| Abzweig geradeaus und nach rechts |                                                    | nach České Budějovice (vorm. KFJB)                        | nach České Budějovice (vorm. KFJB)                        |
| Haltepunkt / Haltestelle | 2,441                                              | Újezdec u Číčenic                                         | Újezdec u Číčenic                                         |
| Bahnhof | 4,973                                              | Záboří u Číčenic                                          | Záboří u Číčenic                                          |
| Haltepunkt / Haltestelle | 6,462                                              | Chvalešovice früher Chwalšowitz                           | Chvalešovice früher Chwalšowitz                           |
| Haltepunkt / Haltestelle | 9,064                                              | Lhota pod Horami früher Lhota u. G. H.                    | Lhota pod Horami früher Lhota u. G. H.                    |
| Bahnhof | 12,687                                             | Temelín früher Gross Temelin                              | Temelín früher Gross Temelin                              |
| Abzweig geradeaus und nach rechts |                                                    | vlečka Jaderná elektrárna Temelín (Kernkraftwerk Temelín) | vlečka Jaderná elektrárna Temelín (Kernkraftwerk Temelín) |
| Haltepunkt / Haltestelle | 17,888                                             | Bohunice früher Bohonitz                                  | Bohunice früher Bohonitz                                  |
| Kopfbahnhof Streckenende | 21,326                                             | Týn nad Vltavou früher Moldautein                         | Týn nad Vltavou früher Moldautein                         |

Die Bahnstrecke Číčenice–Týn nad Vltavou ist eine Eisenbahnverbindung in Tschechien, die ursprünglich als staatlich garantierte Lokalbahn Wodňan–Moldauthein erbaut und betrieben wurde. Sie verläuft in Südböhmen von Číčenice nach Týn nad Vltavou (Moldautein).
Nach einem Erlass der tschechischen Regierung ist die Strecke seit dem 20. Dezember 1995 als regionale Bahn („regionální dráha“) klassifiziert.

## Geschichte
Die Konzession „zum Baue und Betriebe einer als normalspurige Localbahn auszuführenden Locomotiveisenbahn von Wodňan nach Moldauthein“ erhielten die Herren Karl Nikolan, Kaufmann und Mitglied des Bezirksausschusses in Moldauthein, Adalbert Kniha, Gemeinderat und Mitglied der Bezirksvertretung in Moldauthein und Karl Malek, fürsterzbischöflicher Hofpächter in Moldauthein am 23. November 1895. Teil der Konzession war die Verpflichtung, den Bau der Strecke sofort zu beginnen und binnen zwei Jahren fertigzustellen. Vom österreichischen Staat wurde ein jährliches Reinerträgnis von vier Prozent jährlich bis zu einem Höchstbetrag von 28.000 fl. ö. W. garantiert. Die Konzessionsdauer war auf 90 Jahre festgesetzt. Am 17. Juli 1897 wurde der gesetzlich festgelegte Fertigstellungstermin der Strecke in einer Kundmachung des Eisenbahnministeriums auf den 31. Dezember 1898 abgeändert.
Das Aktienkapital der 1898 gegründeten Aktiengesellschaft Lokalbahn Wodňan–Moldauthein betrug insgesamt 600.000 Kronen in 1500 Stammaktien zu je 400 Kronen. Der Sitz der Gesellschaft war in Wien.
Eröffnet wurde die Strecke am 23. Oktober 1898. Den Betrieb führten die k.k. Staatsbahnen (kkStB) für Rechnung der Eigentümer aus.
Im Jahr 1912 wies der Fahrplan der Lokalbahn drei gemischte Zugpaare 2. und 3. Klasse aus. Sie benötigten für die 22 Kilometer lange Strecke etwas über eine Stunde.

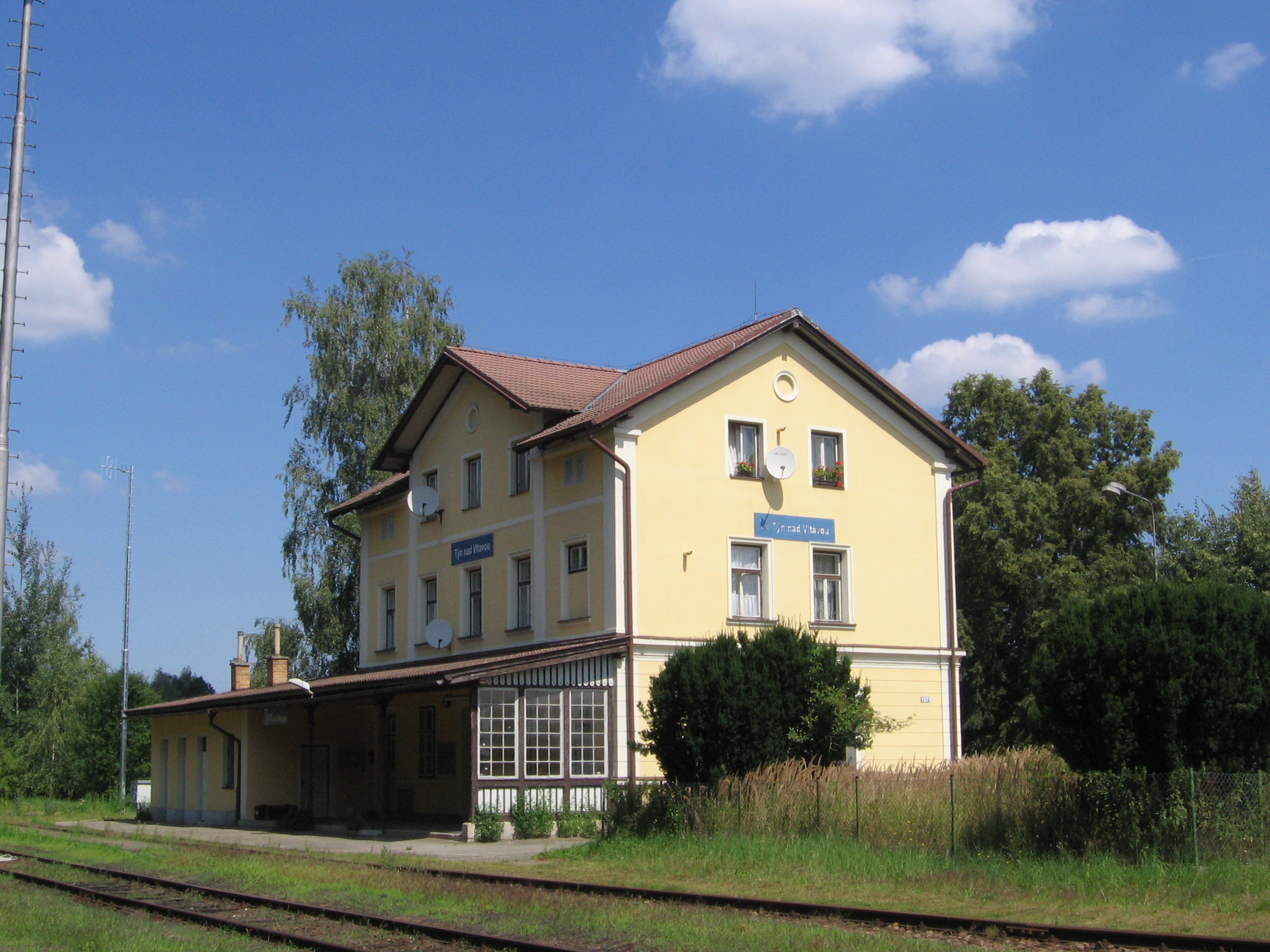
Bahnhof Týn nad Vltavou (2018)

Nach dem Zerfall Österreich-Ungarns im Oktober 1918 ging die Betriebsführung an die neu gegründeten Tschechoslowakischen Staatsbahnen (ČSD) über. Mit der Verstaatlichung der Lokalbahngesellschaft gehörte ab 1. Jänner 1925 auch die Infrastruktur zum Netz der ČSD.
Mit dem Einsatz moderner Motorzüge kam es Anfang der 1930er Jahre zu einer signifikanten Fahrzeitverkürzung. Der Winterfahrplan von 1937/38 verzeichnete fünf Personenzugpaare 3. Klasse, die sämtlich als Motorzug verkehrten. Die Fahrzeit betrug 36–43 Minuten. Ein weiterer Personenzug in der Richtung Číčenice–Týn nad Vltavou verkehrte nur während des Jahrmarktes in Týn nad Vltavou.
Im Zweiten Weltkrieg lag die Strecke zur Gänze im Protektorat Böhmen und Mähren. Betreiber waren jetzt die Protektoratsbahnen Böhmen und Mähren (ČMD-BMB). Am 9. Mai 1945 kam die Strecke wieder vollständig zu den ČSD.
Im Zusammenhang mit dem Bau des Kernkraftwerkes Temelín wurde die Strecke zwischen Číčenice und Temelín Ende der 1980er Jahre für Streckenklasse D4 (Achslast 22,5 t, Meterlast 8 t) ausgebaut. Die Anschlussbahn des Kraftwerkes beginnt direkt am Bahnhof Temelín.
Am 1. Januar 1993 ging die Strecke im Zuge der Auflösung der Tschechoslowakei an die neu gegründeten České dráhy (ČD) über. Seit 2003 gehört sie zum Netz des staatlichen Infrastrukturbetreibers Správa železniční dopravní cesty (SŽDC).
Im Fahrplan 2012 wurde die Strecke täglich in einem angenäherten Zweistundentakt von Personenzügen bedient. Ein zusätzlicher Zug verkehrte werktags von und nach Temelín. Am 14. Dezember 2013 wurde der planmäßige Personenverkehr eingestellt.
Mit finanzieller Unterstützung der Anliegergemeinden Temelín und Týn nad Vltavou soll die Strecke von 26. März bis 31. August 2019 wieder mit zwei planmäßigen Reisezugpaaren an Samstagen befahren werden. Betreiber der Züge ist das Eisenbahnverkehrsunternehmen KPT Rail des Klub přátel Transverzálky (Klub der Transversalbahnfreunde).

## Streckenbeschreibung
Die Strecke zweigt im Bahnhof Číčenice in südlicher Richtung aus der Hauptbahn České Budějovice–Plzeň ab und führt dann nach Osten über Temelín nach Týn nad Vltavou an der Moldau. Der Bahnhof Temelín ist Ausgangspunkt der zwei Kilometer langen Schleppbahn zum Kernkraftwerk Temelín mit eigenem Werksbahnhof in Křtěnov.

## Fahrzeugeinsatz

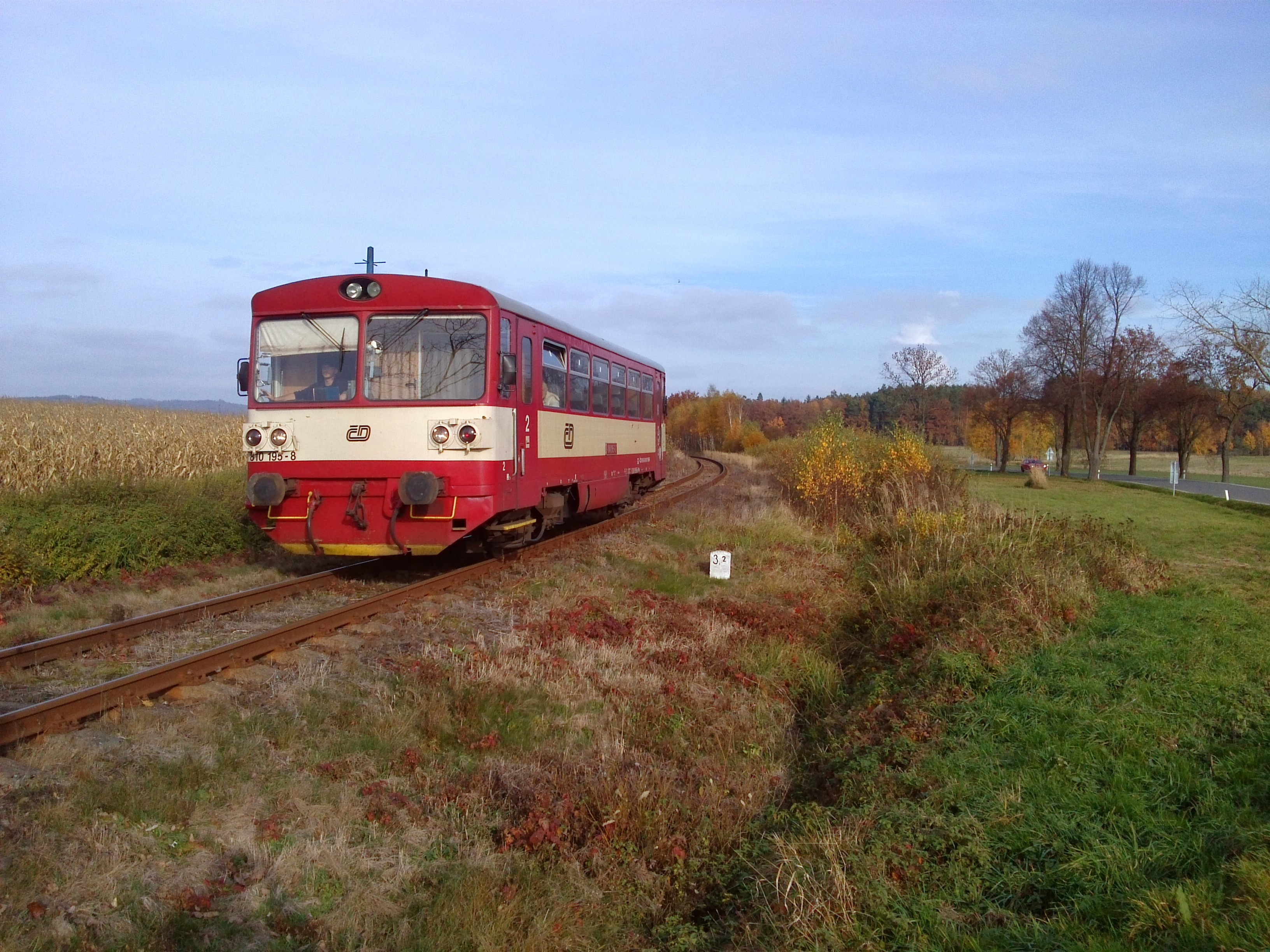
Triebwagen der ČD-Baureihe 810 bei Újezdec u Číčenic (2013)

Für Rechnung der Lokalbahn Wodňan–Moldauthein erwarben die kkStB zwei Lokomotiven der Reihe 97. Die Lokomotiven besaßen die Betriebsnummern 97.83 und 97.126. Die 97.83 wurde je zur Hälfte von der Netolitzer Lokalbahn und der Lokalbahn Wodňan–Moldauthein beschafft.
Zuletzt wurde der Reisezugverkehr mit den Triebwagen der ČD-Baureihe 810 abgewickelt.